# Witte chocolade

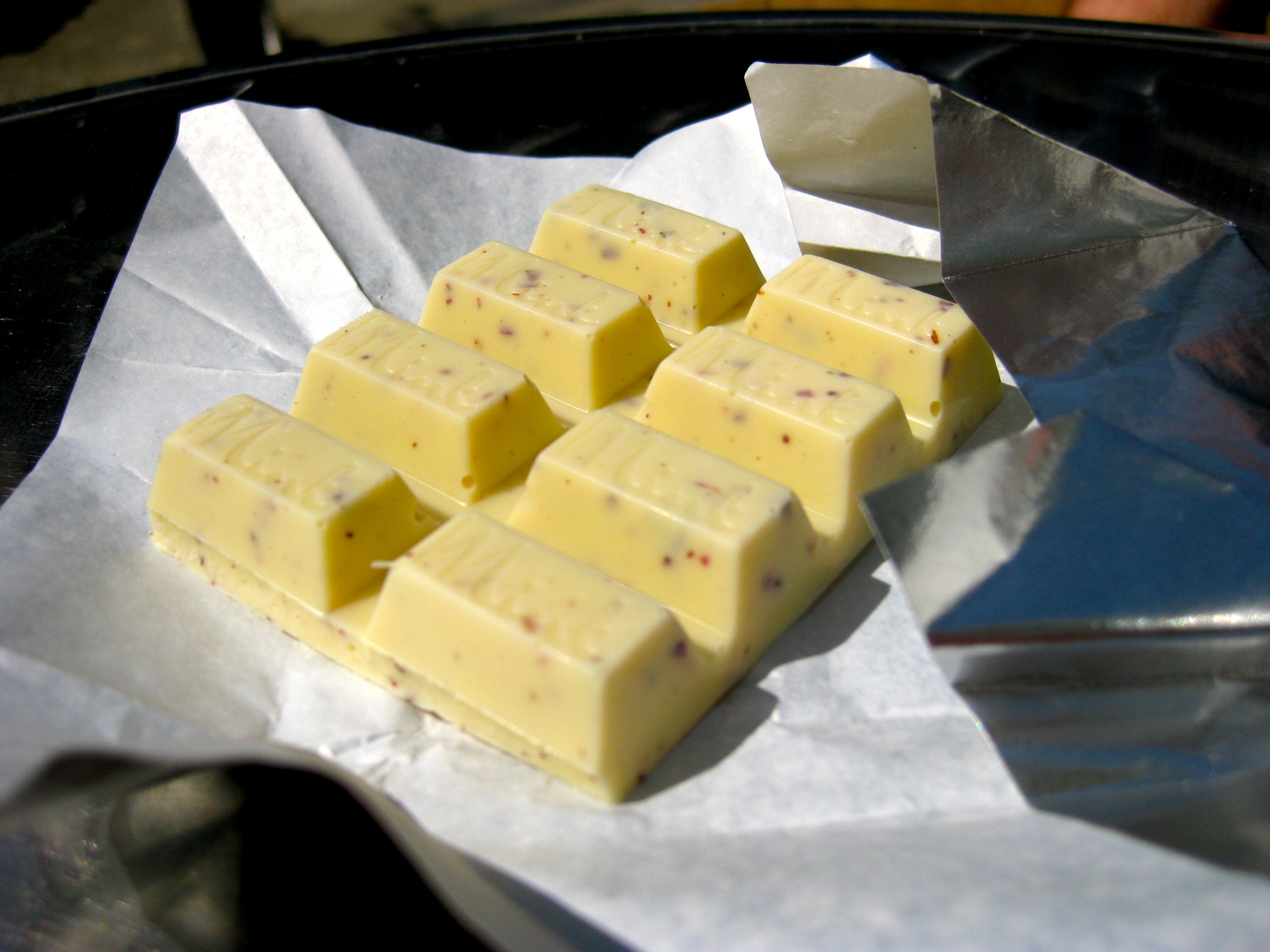
Een reep witte chocolade met rozenblaadjes.

Witte chocolade is chocolade die geen cacaopoeder bevat, maar suiker, cacaoboter, melkpoeder, aroma's zoals vanille en lecithine. Het is doorgaans gebroken wit qua kleur.

## Samenstelling
Witte chocolade bevat geen vaste cacaobestanddelen. Tijdens het productieproces van witte chocolade worden de donkergekleurde vaste bestanddelen van de cacaoboon gescheiden van het vet (cacaoboter), net als bij melk- en pure chocolade, maar die bestanddelen worden later niet weer samengevoegd. Hierdoor mist witte chocolade de antioxidanten en andere stoffen die karakteristiek zijn voor melk- en pure chocolade, zoals thiamine, riboflavine, theobromine en fenylethylamine. Vaak worden de smaak- en geurstoffen uit de cacaoboter verwijderd om de sterke smaak ervan te verminderen.

## Geschiedenis
Witte chocolade werd voor het eerst in de jaren 30 van de 20ste eeuw in Zwitserland door Nestlé geproduceerd. In 1945 ontwikkelde Kuno Baedeker in Noord-Amerika eveneens witte chocolade. Nestlé introduceerde haar versie van het product in 1984 op de Amerikaanse markt.

## Regulering
Sinds 2004 moet witte chocolade in de Verenigde Staten ten minste 20% cacaoboter, 14% gecondenseerde melk en 3,5% melkvet bevatten. Het mag niet meer dan 55% suiker of zoetstoffen bevatten. In de Europese Unie zijn in 2000 dezelfde normen ingevoerd, zij het zonder limiet op suiker en zoetstoffen. Omdat witte chocolade geen cacaobestanddelen bevat, mag er niet simpelweg de aanduiding 'chocolade' (zonder de toevoeging 'witte') voor gebezigd worden.